# Víťazoslav Kubička
Víťazoslav Kubička (* 11. Oktober 1953 in Bratislava) ist ein slowakischer Komponist.
In Bratislava geboren, besuchte Víťazoslav Kubička 1970–1975 das dortige Konservatorium, wo er Komposition bei Juraj Pospíšil studierte. 1975–1980 schloss er ein Studium bei Ján Cikker an der Akademie der Darstellenden Künste, der nunmehrigen Hochschule für Musische Künste Bratislava (Vysoká škola múzických umení v Bratislave – VŠMU) an. 1979–1991 arbeitete er als Musikredakteur des Slowakischen Rundfunks in Bratislava, wo  er auch Programmdirektor des Experimentalstudios für elektronische Musik und einer der wichtigen Künstler in diesem Bereich in der Slowakei war. Daneben organisierte er Kammermusikkonzerte wie etwa das Štúdio mladých. 1991 gründete er das Aufnahmestudio Jakub. 2002–2010 unterrichtete Kubička Komposition am Kirchenkonservatorium Bratislava. Seit 2010 lebt er als freischaffender Komponist in der slowakischen Hauptstadt.

„Kubičkas künstlerische Arbeit stellt einen einheitlichen Weg dar, an dessen Anfang die Übernahme der Tradition der Errungenschaften der Musik der Klassiker des 20. Jahrhunderts steht. Die wichtigste frühe Inspirationsquelle für ihn war das Schaffen von Leoš Janáček und Igor Strawinsky, er orientierte sich aber stilistisch und technisch auch an den Werken von Ilja Zeljenka: Der musikalische Prozess seiner Kompositionen erwächst aus deutlich rhythmisch profilierten Motivformen, die er ökonomischen evolutionären Transformationen unterwirft. In der tektonischen Lösung bevorzugt er Ökonomie, Knappheit, Kürze, die oft zu Fragmentarität führen. Am nächsten ist ihm das Kammermedium (insbesondere das Klavier), dem die meisten seiner Werke gewidmet sind, aber in seinem Œuvre finden wir auch eine Reihe wichtiger elektroakustischer und konzertanter Kompositionen. Der Schwerpunkt seines Wirkens hat sich in letzter Zeit auf das Gebiet des Liedes verlagert. Der direkte Impuls zur musikalischen Umsetzung hat bei Kubička oft außermusikalischen Charakter, und die Visionen und Prozesse seiner Kompositionen sind oft von der Welt der bildenden Kunst bestimmt.“

## Preise und Auszeichnungen (Auswahl)
- 1981: 9. Platz der UNESCO International Tribune for Composers Paris für Fantasie für Flöte und Klavier op. 1
- 1988: Ján-Levoslav-Bella-Preis für Fantasie für Violoncello und Orchester op. 36

## Werke (Auswahl)

### Oper
- Evangelium nach Lukas op. 140, Text: Bibel, Ondrej Odokienko (2002)
- Znovuzrodenie (Wiedergeburt) op. 150, Text: Víťazoslav Kubička (2003)
- Martin Luther op. 173, Text: Slavomíra Očenášová-Štrbová (2005)
- Kristov dotyk (Die Berührung von Christus) op. 180, Text: Víťazoslav Kubička, Eva Bachletová (2007)[3]
- Betlehem. Kinderoper op. 181, Text: Ján Masaryk (2007)
- Šavol (Saul) op. 182, Text: Teodor Križka (2007)
- Marína Havranová. Neoromantische Oper op. 184, Text: Michal Babiak (2008)
- Genesis op. 186 (2008)
- Evangelium nach Johannes op. 191 (2010)
- Jakub Kray op. 240, Text: Víťazoslav Kubička (2011)
- Pieseň piesní (Lied der Lieder) op. 252 (2012)
- Kráľovstvo lesa (Königreich des Waldes), Text: Marián Číž op. 258 (2012)
- Evangelium nach Markus, Text: Silvia Kaščáková (2013)
- Hrad prepevný (Eine starke Burg) (2016)[4]
- Vittoria Colonna op. 352, Text: Daniela Lozanová (2021)
- Mojžiš op. 333, Text: Daniela Lozanová (2021)[5]

### Operette
- Láskoviny z manéže (Liebe aus der Manege) op. 327, Text: Marta Hlušíková (2016)
- Daniel a jeho husle (Daniel und seine Geige) op. 332 (2019)

### Gesangsstimme(n) und Orchester
- Žena a muž v poli (Frau und Mann im Feld). Fantasie nach einem Text von Milan Rúfus für Frauenstimme und Streichorchester op. 45 (1987)
- Requiem für Soli, gemischten Chor und Orchester op. 174 (2005)
- Šavlovo obrátenie (Die Bekehrung des Saulus). Kantate nach einem Text von Teodor Križka für Sopran, Bariton, Klarinette und Orchester (2007)
- Vier Kantaten nach Texten von Miriam Garajová und Peter Varga für Sopran und Orchester op. 201 (2011)
- Hospodin je môj pastier (Der Herr ist mein Hirte). Sinfonisches Gedicht für Sopran und Orchester op. 329 (2017)
- Bez Božej lásky (Ohne Gottes Liebe). Konzertarte nach einem Text von Daniela Lozanová für Bariton und Orchester op. 345 (2018)

### Gesangsstimme(n) und Instrument(e)
- Drei Lieder nach Worten sowjetischer Dichterinnen (Salomėja Nėris, Olga Bergholz) für Sopran und Klavier op. 52 (1988)
- Zwei biblische Lieder für Bariton und Orgel op. 76 (1990)
- „Ej, totu, totu“ nach Volkspoesie für tiefe Stimme und Klavier op. 126 (1998)
- Zwei Lieder nach Worten von Petra Prievozníková für Gesang und Orgel op. 156 (2003)
- Ja som vzkriesenie a život (Ich bin die Auferstehung und das Leben) für Bariton und Orgel op. 168 (2004)
- O dolce nota. Vier Lieder nach Texten von Michelangelo für Sopran und Klavier op. 169 (2005)
- Otče náš (Vater unser) für Sopran, Violine und Klavier op. 202 (2011)
- Zehn Lieder nach Worten von Ľudmila Kuniková-Šamková für Sopran und Klavier op. 222 (2011)
- Jesus für Sopran und Cimbalom op. 276 (2013)
- Z hory (Vom Berg). Konzertlieder auf Worte von Ľudovít Štúr für Bariton und Klavier op. 325 (2015)
- Piesne o láske (Lieder über die Liebe) nach Gedichten von Daniela Lozanová für Frauenstimme und Klavier op. 337 (2017)
- Bohu (Zu Gott). Zwei geistliche Lieder für Tenor und Akkordeon oder Orgel op. 338 (2017)
- Ebrei (Hebrejom). Kantate nach Bibelworten für Sopran, Flöte, Violine, Viola und Kontrabass op. 355 (2020)

### Orchester
- Dramatische Ouvertüre op. 3 (1979)
- Dozrievanie (Das Reifen) op. 26 (1984)
- Zimné príbehy z lesa (Wintergeschichten aus dem Wald). Sinfonische Suite op. 251 (2012)
- Zirkus. Sinfonische Suite op. 327 (2016)
- Stabat Mater op. 335 (2018)

### Soloinstrument(e) und Orchester
- Fantasie für Violoncello und Orchester op. 36 (1985)
- Konzert für Cembalo und Streichorchester op. 39 (1985)
- Konzert für Bassklarinette und Streichorchester op. 63 (1989)
- Fantasie-Konzert für zwei Violinen, Streicher und Pauken op. 64 (1989)
- A v nebi povstal boj (Und im Himmel brach ein Kampf aus). Fantasie für Violine und Streichorchester op. 254 (2012)
- Konzert für Cimbalom und Orchester op. 341 (2018)
- Pán s nami (Herr mit uns). Konzert für Viola und Streichorchester op. 356 (2020)

### Duos und Kammermusik
- Fantasie für Flöte und Klavier op. 1 (1979)[6]
- Úsilie (Anstrengung) für zwei Klarinetten op. 14 (1983)
- Volanie (Anrufung) für Klarinette und Klavier op. 15 (1983)[7]
- Quintett für Klarinette, Violine, Viola, Violoncello und Klavier op. 18 (1982)
- Goya. Trio für Flöte, Violoncello und Cembalo op. 33 (1985)
- Streichquartett Nr. 1 „Rozlúčka“ (Abschied) op. 34 (1985)
- Vivat Societa Rigata für Flöte, Oboe und Bongos op. 95 (1994)
- Štyria (Vier). Suite für Klarinettenquartett op. 97 (1990)
- Doppelkonzert für Klarinette, Bassklarinette und Klavier op. 123 (1997)
- Odchádzam do hôr (Ich gehe in die Berge). Sonate für Violine und Klavier op. 199 (2010)
- Passacaglia Es-D-B-C für vier Kontrabässe op. 344 (2018)
- Zima (Winter). Trio für Flöte, Violoncello und Klavier op. 339 (2018)
- „Drahý Pane, naše srdcia sú otvorené…“ („Lieber Gott, unsere Herzen sind offen…“). Suite für Violine, Viola, Violoncello und Kontrabass op. 342 (2018)
- „Pán s Tebou, brat môj“ (Der Herr ist mit dir, mein Bruder) für Kontrabass, Streichquartett und zwei Hörner op. 349 (2019)
- Konzert für Flöte und Streichquartett op. 354 (2020)
- „Dio e tutto per me…“ für zwei Orgeln (2021)

### Klavier solo
- Sonate Nr. 1 op. 6 (1979)
- Sonate Nr. 2 op. 9 „Portrét dievčaťa“ (Porträt eines Mädchens) (1982)
- Sonate Nr. 4 op. 42 „Portrét muža“ (Porträt eines Mannes) (1987)
- Sonate Nr. 10 op. 84 „Sonáta osamelosti a márneho vzdoru“ (Sonate der Einsamkeit und des vergeblichen Trotzes) (1991)
- Vietor kam chce, tam veje (Der Wind weht, wo er will) op. 135 (2000)
- Portrét Máriinej duše (Porträt der Seele Mariens) op. 161 (2004)
- Podvečer (Abenddämmerung) op. 182 (2006)
- Jar na Jablonke (Frühling in Jablonka). Fantasie op. 327 (2017)

### Diverse Instrumente solo
- Capriccio für Cembalo op. 25 (1984)
- Hudba (Musik) für Violoncello op. 28 (1985)
- Sonate Nr. 1 für Orgel op. 40 (1985)
- Clown für Klarinette op. 120 (1996)
- Úsvit (Morgendämmerung) für Orgel op. 153 (2003)
- Svätý František (Heiliger Franziskus) für Orgel op. 187 (2009)
- Sny o nebi (Träume über den Himmel) für Gitarre op. 194 (2010)
- Fantasie über das Thema des Liedes „Ó, Hlava ubolená“ für Orgel op. 216 (2011)
- Vítr kam chce věje (Der Wind weht, wo er will). Konzertarie für Cimbalom op. 274 (2013)
- Passacaglia Es-D-B-C für Kontrabass op. 343 (2017)
- Krajnianska hora für Akkordeon op. 350 (2020)

### Elektroakustik
- Venované Musorgskému (Mussorgski gewidmet) op. 7 (1982)
- Keď sme prechádzali (Als wir vorbeigingen) op. 16 (1983)
- „...a plakal by aj kameň“ (…und sogar ein Stein würde weinen) op. 25 (1984)
- Satyr und Nymphe für Sopran, Klarinette und Elektronik op. 32 (1985)
- Planéta Zem (Planet Erde) op. 62 (1989)
- Cesta (Weg) (1991)
- Portrét ženy (Porträt einer Frau) für Sopran und Elektronik (2015)

### Musik zu Spielfilmen
- Sýkorka (Meise), Regie: Pavol Gejdoš jun. (1989)
- Pribina, Regie: Martin Kákoš (1997)[8]

Weiters zahlreiche geistliche und weltliche Chorsätze a cappella oder mit Instrumentalbegleitung, Stücke für den Unterricht sowie zu Rundfunksendungen, Hörspielen, Trick- und Dokumentarfilmen.

## CD-Diskographie (Auswahl)
- Jesenná hudba op. 73 – Slowakisches Kammerorchester, Bohdan Warchal (Dirigent) – auf: Musica Slovaca (Slowakischer Musikfonds, 1992)
- „...a plakal by aj kameň“ op. 25 – Experimentálne štúdio Bratislava – auf: elektroakustická hudba (Experimentalstudio des Slowakischen Rundfunks Bratislava, 1992)
- Cesta– Experimentálne štúdio Bratislava – auf: elektroakustická hudba (Experimentalstudio des Slowakischen Rundfunks Bratislava, 1994)
- Missa Rajec– Antónia Turianová (Sopran), Marián Remenius (Bariton), Žiaci a pedagógovia Základnej umeleckej školy v Rajci, Študenti konzervatória v Žiline, Monika Bažíková (Dirigentin) – auf: Víťazoslav Kubička: Missa Rajec (Základná umelecká škola Rajec, 2010)
- Podvečer op. 182 – Miki Skuta (Klavier) – auf: Slovak Composers‘ Fifth Variations (Slovak Music Bridge, 2011)
- Bože, príď mi na pomoc op. 256 – Miriam Žiarna (Sopran), Rastislav Adamko (Violine), Zuzana Zahradníková (Orgel) – auf: Musica nova spiritualis (Katolícka univerzita v Ružomberku, 2014)[9]
- Portrét ženy– Eva Šušková (Gesang), Víťazoslav Kubička (Elektronik) – auf: Eva Šušková: secret voice electric (Real Music House, 2016)[10]
- Passacaglia Es-D-B-C op. 344 – Ján Krigovský, Ján Prievozník, Metod Podolský und Jakub Stračina (Kontrabass) – auf: Bassband & Babjak: Otec (Slovak Double Bass Club, 2018)
- Suita „Drahý Pane, naše srdcia sú otvorené, prosím, vstúp do nich, sprav si v nich príbytok a stoluj s nami“ op. 342, „Neznámy pán“ aus Pane, skala moja op. 343 – Eva Šušková (Sopran), Collegium Wartberg, Fritz Kircher (Violine), Ján Krigovský (Violone), Marek Čermák (Orgel) – auf: The oldest Violone 1500 plays Ján Krigovský (Slovak Double Bass Club, 2019)